# Communistische Partij van Turkmenistan
De Communistische Partij van de Turkmeense SSR (Russisch: Коммунистическая партия Туркменистана, Turkmenen: Türkmenistanyň Kommunistik Partiyasy) was de regerende communistische partij van de Turkmeense SSR, en een deel van de Communistische Partij van de Sovjet-Unie. Vanaf 1985 was de partij onder de leiding van Saparmurat Niyazov, die in 1991 de partij omgedoopte tot de Democratische Partij van Turkmenistan, dat niet meer een communistische partij was. De huidige Communistische Partij van Turkmenistan werd illegaal tijdens het presidentschap van Niyazov na de onafhankelijkheid en is nog steeds verboden.